# Wagneriana uzaga
Wagneriana uzaga är en spindelart som beskrevs av Levi 1991. Wagneriana uzaga ingår i släktet Wagneriana och familjen hjulspindlar. Inga underarter finns listade i Catalogue of Life.